# Aedes suffusus
Aedes suffusus är en tvåvingeart som beskrevs av Edwards 1922. Aedes suffusus ingår i släktet Aedes och familjen stickmyggor. Inga underarter finns listade i Catalogue of Life.